# Fairline

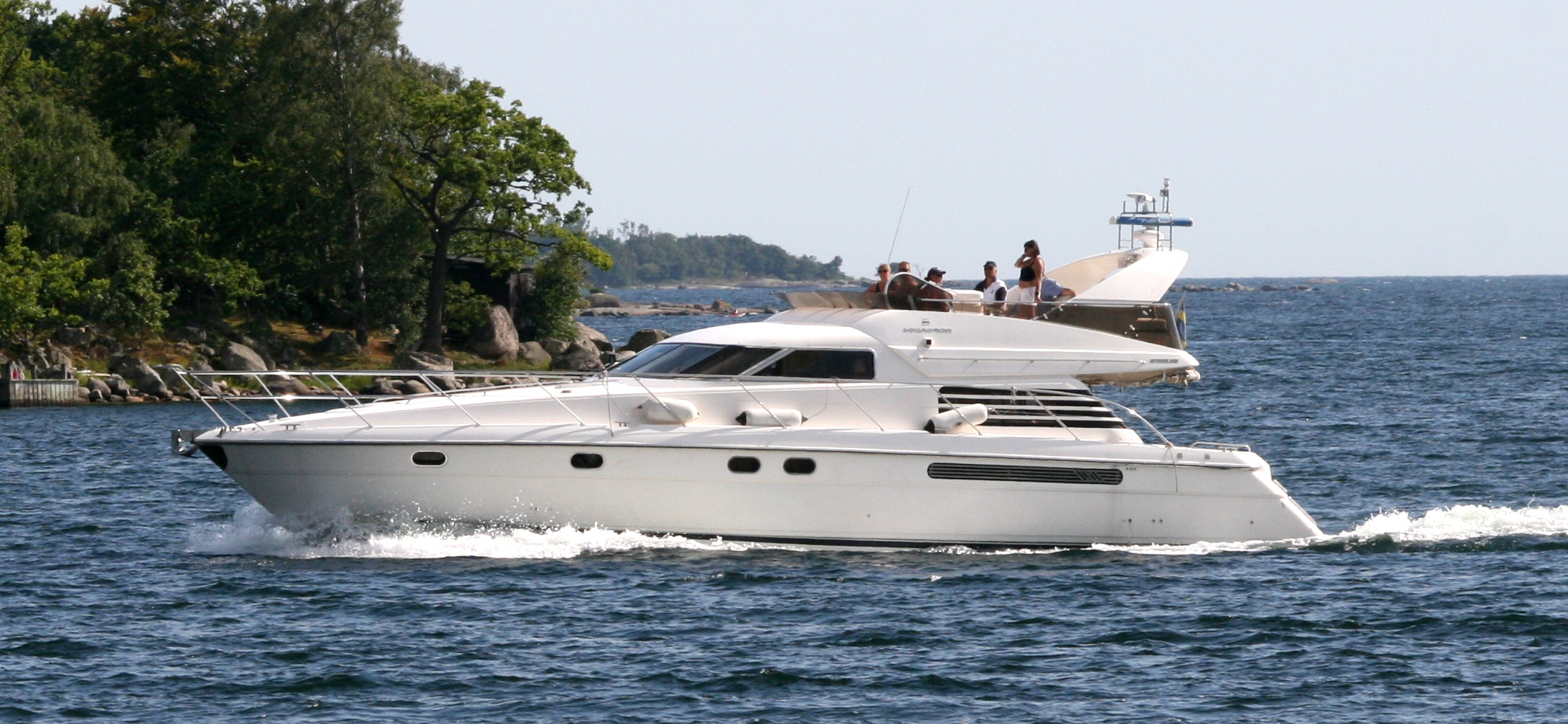
En Fairline Squadron från 1990-talet.

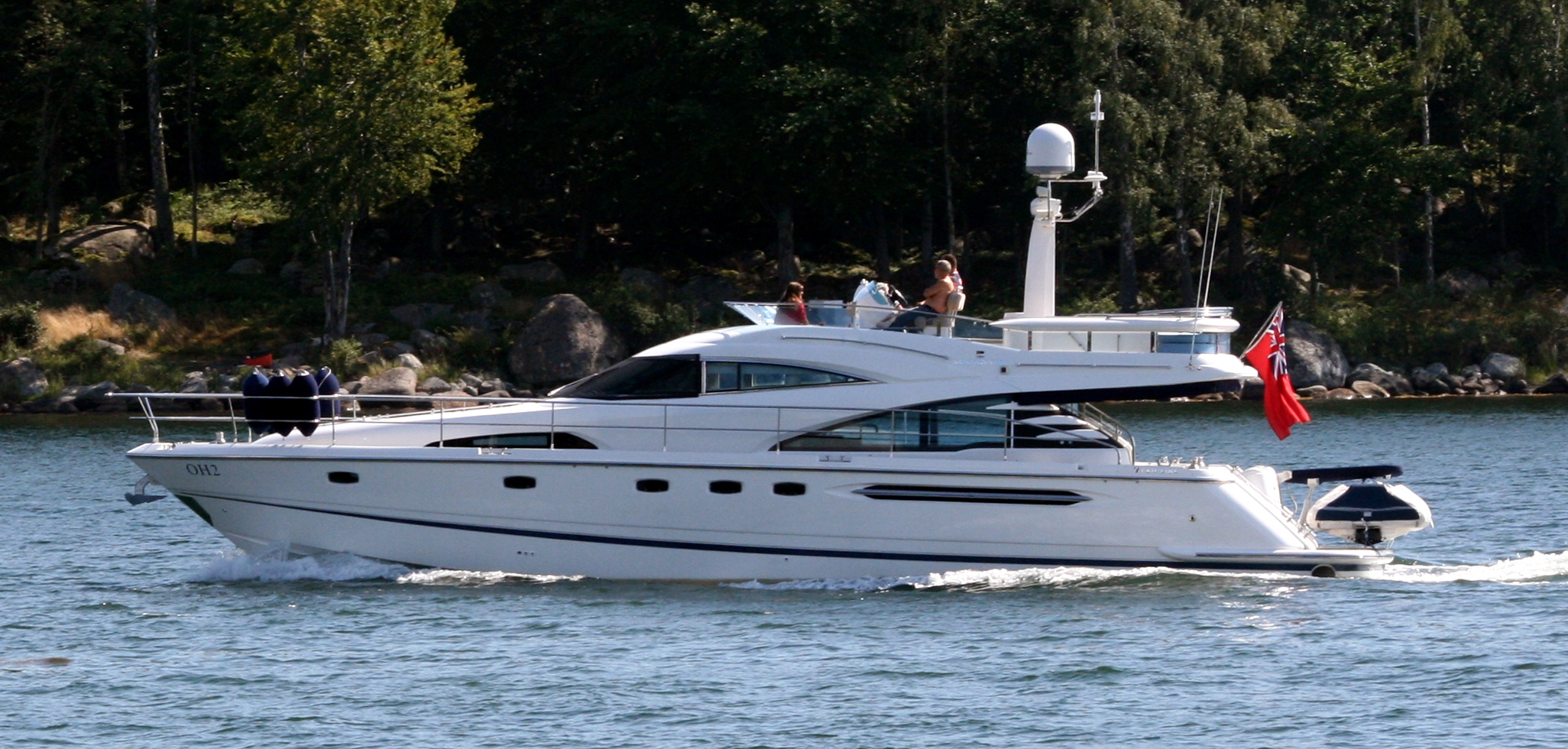
Nyare Fairline Squadron.

Fairline Boats är en brittisk tillverkare av större motorbåtar, grundad 1963.
Båtmodeller:
- Fairline Targa, från 38 fot.
- Fairline Phantom, från 40 fot.
- Fairline Squadron, från 55 fot.